# بيلاش بالوف (لاعب كرة قدم)
بيلاش بالوف (بالمجرية: Balogh Balázs)‏ هو لاعب كرة قدم مجري، ولد في 11 يونيو 1990 في بودابست في المجر. شارك مع منتخب المجر تحت 21 سنة لكرة القدم ومنتخب المجر لكرة القدم. أما مع النوادي، فقد لعب مع نادي أويبست ونادي إمبولي ونادي ليتشي.

## وصلات خارجية
- بيلاش بالوف على موقع قاعدة بيانات كرة القدم.إي يو (الإنجليزية)
- بيلاش بالوف على موقع ناشيونال فوتبول تيمز (الإنجليزية)
- بيلاش بالوف على موقع Soccerway.com (الإنجليزية)